# Aqua (album d'Edgar Froese)
Pour les articles homonymes, voir Aqua.
 (mars 2017).
Si vous disposez d'ouvrages ou d'articles de référence ou si vous connaissez des sites web de qualité traitant du thème abordé ici, merci de compléter l'article en donnant les références utiles à sa vérifiabilité et en les liant à la section « Notes et références ».
Albums de Edgar Froese
Epsilon in Malaysian Pale
(1975)
Aqua est le premier album solo d'Edgar Froese, leader du groupe de musique électronique allemand Tangerine Dream, sorti en 1974.
À l'origine, l'album est publié dans deux mixes différents, l'un de Brain Records pour l'Allemagne et l'autre de Virgin Records pour le reste du monde.
Il existe également une version ré-enregistrée en 2005, parue chez Eastgate Music en CD.

## Liste des titres
Toutes les morceaux sont composés par Edgar Froese.

### Édition Allemagne (Brain Records)
| A1. | NGC 891 | 13:50 |
| A2. | Upland  | 6:10  |

| B1. | Aqua        | 17:00 |
| B2. | Panorphelia | 9:25  |

### Édition internalionale (Virgin Records)
| A1. | Aqua        | 17:01 |
| A2. | Panorphelia | 9:41  |

| B1. | NGC 891 | 14:01 |
| B2. | Upland  | 6:41  |

### Réédition CD
| Réédition CD Allemagne (avril 2005) | Réédition CD Allemagne (avril 2005) | Réédition CD Allemagne (avril 2005) | Réédition CD Allemagne (avril 2005) | Réédition CD Allemagne (avril 2005) | Réédition CD Allemagne (avril 2005) | Réédition CD Allemagne (avril 2005) | Réédition CD Allemagne (avril 2005) | Réédition CD Allemagne (avril 2005) | Réédition CD Allemagne (avril 2005) |
| No                                  | Titre                               | Durée                               |                                     |                                     |                                     |                                     |                                     |                                     |                                     |
| ----------------------------------- | ----------------------------------- | ----------------------------------- | ----------------------------------- | ----------------------------------- | ----------------------------------- | ----------------------------------- | ----------------------------------- | ----------------------------------- | ----------------------------------- |
| 1.                                  | Aqua                                | 16:55                               |                                     |                                     |                                     |                                     |                                     |                                     |                                     |
| 2.                                  | Panorphelia                         | 7:57                                |                                     |                                     |                                     |                                     |                                     |                                     |                                     |
| 3.                                  | NGC 891                             | 9:13                                |                                     |                                     |                                     |                                     |                                     |                                     |                                     |
| 4.                                  | Upland                              | 6:35                                |                                     |                                     |                                     |                                     |                                     |                                     |                                     |
| 5.                                  | Upland Dawn                         | 4:15                                |                                     |                                     |                                     |                                     |                                     |                                     |                                     |
| 44:54                               |                                     |                                     |                                     |                                     |                                     |                                     |                                     |                                     |                                     |